# Serie A 2012-2013 (rugby a 15 femminile)
La serie A 2012-13  fu il 22º campionato di rugby femminile di prima divisione organizzato dalla Federazione Italiana Rugby e il 29º assoluto.
Si tenne dal 14 ottobre 2012 al 25 maggio 2013 tra 12 squadre e fu vinto per la 6ª volta da Riviera del Brenta che, battendo in finale a Favaro Veneto le corregionali Red Panthers, confermarono il titolo vinto l'anno prima.
Fu l'undicesima volta consecutiva (e, al 2018, ultima) che le due squadre si incontrarono nella gara d'assegnazione del titolo; fu anche l'undicesima finale consecutiva per Riviera che l'anno successivo tentò di difendere il titolo venendo sconfitta nella gara definitiva dal Monza.
Il campionato 2012-13 si tenne tra dodici club divisi in due gironi di merito all'italiana di sei squadre ciascuno.
Rispetto al campionato precedente si registrò un saldo positivo di tre club, in quanto all'abbandono del Benevento corrispose l'ingresso di quattro società, Casale, CUS Bologna, L’Aquila e Umbria Ragazze.

## Formula
A una stagione regolare in cui le squadre dei due gironi si affrontarono in gare e ritorno, fece seguito una fase a play-off di semifinale cui accedettero direttamente le prime tre classificate del girone Élite, mentre invece la quarta di detto raggruppamento e la prima del girone B erano destinare a disputare un incontro di barrage in gara unica per determinare la semifinalista di rango più basso, destinata a incontrare la prima del girone Élite.
Le vincitrici delle due semifinali, da disputarsi in gara doppia con ritorno in casa del club di rango più alto, si affrontarono in gara unica in campo neutro che per quell'edizione di torneo fu deciso essere il campo di via Monte Cervino a Favaro Veneto.

## Squadre partecipanti

### Girone Élite
- Casale
- Colorno
- Monza
- Red Panthers
- Riviera del Brenta
- Valsugana

### Girone B
- CUS Bologna
- CUS Ferrara
- L’Aquila
- Pesaro
- Red & Blu
- Umbria Ragazze

## Stagione regolare

### Girone Élite

#### Risultati
| 14-10-2012 | 1ª/6ª giornata         | 16-12-2012 |
| ---------- | ---------------------- | ---------- |
| 0-69       | Casale — Monza         | 0-34       |
| 7-42       | Colorno — Red Panthers | 8-53       |
| 8-19       | Valsugana — Riviera    | 7-24       |
|            |                        |            |

| 25-11-2012 | 4ª/9ª giornata         | 24-3-2013 |
| ---------- | ---------------------- | --------- |
| 22-15      | Colorno — Casale       | 120-5     |
| 28-21      | Red Panthers — Riviera | 12-3      |
| 24-17      | Valsugana — Monza      | 5-0       |

| 28-10-2012 | 2ª/7ª giornata           | 20-1-2013 |
| ---------- | ------------------------ | --------- |
| 22-7       | Monza — Colorno          | 22-0      |
| 25-0       | Red Panthers — Valsugana | 27-7      |
| 71-0       | Riviera — Casale         | 36-5      |
|            |                          |           |

| 2-12-2012 | 5ª/10ª giornata      | 7-4-2013 |
| --------- | -------------------- | -------- |
| 7-28      | Casale — Valsugana   | 0-22     |
| 6-0       | Monza — Red Panthers | 5-31     |
| 42-8      | Riviera — Colorno    | 17-28    |

| 4-11-2012 | 3ª/8ª giornata        | 27-1-2013 |
| --------- | --------------------- | --------- |
| 0-52      | Casale — Red Panthers | 0-127     |
| 13-9      | Colorno — Valsugana   | 14-8      |
| 49-0      | Riviera — Monza       | 12-8      |

#### Classifica
|  |    | Squadra            | G  | V | N | P  | PF  | PS  | P±   | B | Pen | Pt |
|  | -- | ------------------ | -- | - | - | -- | --- | --- | ---- | - | --- | -- |
|  | 1. | Red Panthers       | 10 | 9 | 0 | 1  | 397 | 57  | 340  | 5 | 4   | 37 |
|  | 2. | Riviera del Brenta | 10 | 8 | 0 | 2  | 305 | 93  | 212  | 2 | 4   | 30 |
|  | 3. | Monza              | 10 | 5 | 0 | 5  | 183 | 128 | 55   | 6 | 0   | 26 |
|  | 4. | Valsugana          | 10 | 4 | 0 | 6  | 118 | 146 | −28  | 4 | 0   | 20 |
|  | 5. | Colorno            | 10 | 4 | 0 | 6  | 116 | 246 | −130 | 1 | 4   | 13 |
|  | 6. | Casale             | 10 | 0 | 0 | 10 | 32  | 481 | −449 | 1 | 0   | 1  |

### Girone B

#### Risultati
| 14-10-2012 | 1ª/6ª giornata            | 16-12-2012 |
| ---------- | ------------------------- | ---------- |
| 5-27       | CUS Bologna — CUS Ferrara | 18-13      |
| 87-0       | Red & Blu — Pesaro        | 38-5       |
| 0-0        | Umbria — L'Aquila         | 5-36       |
|            |                           |            |

| 25-11-2012 | 4ª/9ª giornata         | 24-3-2013 |
| ---------- | ---------------------- | --------- |
| 17-7       | CUS Bologna — Pesaro   | 17-24     |
| 93-0       | L'Aquila — CUS Ferrara | 22-3      |
| 7-44       | Umbria — Red & Blu     | 7-53      |

| 28-10-2012 | 2ª/7ª giornata          | 20-1-2013 |
| ---------- | ----------------------- | --------- |
| 0-26       | CUS Ferrara — Red & Blu | 0-31      |
| 57-0       | L'Aquila — CUS Bologna  | 48-0      |
| 10-34      | Pesaro — Umbria         | 5-31      |
|            |                         |           |

| 2-12-2012 | 5ª/10ª giornata         | 7-4-2013 |
| --------- | ----------------------- | -------- |
| 7-10      | CUS Ferrara — Umbria    | 0-36     |
| 63-0      | Red & Blu — CUS Bologna | 48-12    |
| 0-27      | Pesaro — L'Aquila       | 0-59     |

| 4-11-2012 | 3ª/8ª giornata       | 27-1-2013 |
| --------- | -------------------- | --------- |
| 24-7      | CUS Ferrara — Pesaro | 5-10      |
| 19-12     | Red & Blu — L'Aquila | 10-0      |
| 12-7      | Umbria — CUS Bologna | 24-3      |

#### Classifica
|  |    | Squadra        | G  | V  | N | P | PF  | PS  | P±   | B | Pen | Pt |
|  | -- | -------------- | -- | -- | - | - | --- | --- | ---- | - | --- | -- |
|  | 1. | Red & Blu      | 10 | 10 | 0 | 0 | 419 | 43  | 376  | 8 | 4   | 44 |
|  | 2. | L’Aquila       | 10 | 7  | 1 | 2 | 354 | 37  | 317  | 8 | 0   | 38 |
|  | 3. | Umbria Ragazze | 10 | 6  | 1 | 3 | 169 | 155 | 14   | 4 | 0   | 30 |
|  | 4. | CUS Ferrara    | 10 | 2  | 0 | 8 | 79  | 258 | −179 | 5 | 0   | 13 |
|  | 5. | CUS Bologna    | 10 | 2  | 0 | 8 | 79  | 326 | −247 | 2 | 4   | 6  |
|  | 6. | Pesaro         | 10 | 2  | 0 | 8 | 68  | 339 | −271 | 1 | 4   | 5  |

## Playoff
|  | Barrage | Barrage   | Barrage |  |  | Semifinali | Semifinali         | Semifinali         | Semifinali         |    |  | Finale       | Finale       | Finale |  |
|  |         |           |         |  |  |            |                    |                    |                    |    |  |              |              |        |  |
|  | 4A1     | Valsugana | 22      |  |  |            |                    |                    |                    |    |  |              |              |        |  |
|  | 1A2     | Red & Blu | 10      |  |  |            | Valsugana          | 21                 | 8                  |    |  |              |              |        |  |
|  |         |           |         |  |  | 1A1        | Red Panthers       | 14                 | 36                 |    |  |              |              |        |  |
|  |         |           |         |  |  |            |                    |                    |                    |    |  | Red Panthers | Red Panthers | 7      |  |
|  |         |           |         |  |  |            |                    | Riviera del Brenta | Riviera del Brenta | 23 |  |              |              |        |  |
|  |         |           |         |  |  | 3A1        | Monza              | 7                  | 17                 |    |  |              |              |        |  |
|  |         |           |         |  |  | 2A1        | Riviera del Brenta | 29                 | 22                 |    |  |              |              |        |  |

### Barrage
| Arbitro: | Barbara Guastini (Prato) |

|                                           |    |                         |
| S. Stefan 18’ Veronese 54’, 78’ Ruzza 69’ | mt | 65’ A. Itunu 74’ Cioffi |
| Folli 54’                                 | tr |                         |

### Semifinali
| Arbitro: | Salvini (Prato) |

|                                   |    |                       |
| Veronese 32’, 40’ Zangirolami 65’ | mt | 6’ Furlan 11’ Severin |
| Folli 32’, 40’, 65’               | tr | 6’, 11’ Costa         |

| Arbitro: | De Carlini (Milano) |

|             |      |                                               |
| Magatti 44’ | mt   | 3’ Ferrari 23’ Gai 53’ Molic 75’ M.C. Nespoli |
| Virgili 44’ | tr   | 3’, 53’, 75’ Veronica Schiavon                |
|             | c.p. | 18’ Veronica Schiavon                         |

| Arbitro: | Guerzoni (Ferrara) |

|                                                  |      |           |
| Tondinelli 30’ L. Stefan 38’, 57’, 73’ Costa 46’ | mt   | 69’ Ruzza |
| Tondinelli 30’, 38’, 46’, 73’                    | tr   |           |
| Tondinelli 10’                                   | c.p. | 55’ Folli |

| Arbitro: | Armanini (Parma) |

|                                                                           |    |                             |
| Ferrari 10’ Valentina Schiavon 14’ Veronica Schiavon 26’ M.C. Nespoli 67’ | mt | 30’ Trilli 50’, 53’ Gaudino |
| Veronica Schiavon 14’                                                     | tr | 53’ Virgili                 |

### Finale
| Arbitro: | Barbara Guastini (Prato) |

| |              | |
| Severin 17’ | mt           | 8’ Molic 80’ Trevisan |
| Tondinelli 17’ | tr           | 8’, 80’ Veronica Schiavon |
| | c.p.         | 3’, 23’, 39’ Veronica Schiavon |
| · Furlan · Tondinelli · Pinarello · 76’ Renosto · Costa · De Nicolao · Busato · Severin · G. Bado (c) · Menuzzo · Agnoletti · Bacci · 41’ Tosello · L. Stefan · I. Innocente | Formazioni   | Plunger Silvestri Ballarini Ferrari Molic Veronica Schiavon (c) Valentina Schiavon Gai Trevisan M.C. Nespoli Pantarotto Vaghi Danieli Vigato A. Nespoli |
| · 41’ Magini · 76’ Pegorer | Sostituzioni | |
| Perin | Allenatori   | Faggin |

## Verdetti
- Riviera del Brenta: campione d'Italia
- Casale: retrocessa nel girone B
- Red & Blu: promossa nel girone Elite